# Personnages de Miraculous : Les Aventures de Ladybug et Chat Noir
 (août 2025).
- Si vous ne connaissez pas le sujet, laissez ce bandeau (vous pouvez alors contacter les auteurs).
- Si vous supprimez le contenu mis en cause (vous pouvez préalablement contacter les auteurs),

argumentez précisément cette suppression dans la page de discussion
(un manque de référence n'est pas un argument ; une recherche réelle de référence doit avoir été effectuée, être formellement documentée).
Cet article présente la liste des personnages de la série d'animation franco-coréo-japonaise Miraculous : Les Aventures de Ladybug et Chat Noir, diffusée à partir de 2015.

## Personnages principaux

### Marinette Dupain-Cheng / Ladybug
Marinette Dupain-Cheng est l'un des principaux protagonistes de la série Miraculous : Les aventures de Ladybug et Chat Noir. Elle est élève, étudiante dans la classe de Mme Bustier au Collège Françoise Dupont à Paris, en France et souhaite devenir créatrice de mode. Et elle a du talent puisqu'elle réalise la pochette d'un album de Jacket Ston, une rockstar elle réalise aussi un chapeau melon qui sera salué par le styliste parisien Gabriel Agreste et par la difficile Audrey Bougeois propriétaire d'un grand magazine de mode new yorkais.Elle est belle, douce, joyeuse et un peu maladroite. Marinette est secrètement amoureuse d'un garçon de sa classe, Adrien Agreste qui possède également le pouvoir de se transformer en Chat Noir, cependant l'un et l'autre ignorent cela. Choisie par Maître Fu comme nouvelle porteuse du Miraculous de la Coccinelle, elle se transforme alors en la valeureuse et enjouée super-héroïne Ladybug avec l'aide de son kwami Tikki. En devenant Ladybug, la maladresse de Marinette diminue et elle a beaucoup plus confiance en elle, faisant preuve d'une grande débrouillardise. Sous son identité secrète, elle protège Paris des supers-vilains créés par le Papillon avec pour partenaire Chat Noir. Il lui arrive de prendre de mauvaises décisions à cause de ses sentiments pour Adrien, mais elle apprend au cours de la série à favoriser l'intérêt de tous. Bien qu'elle commette des erreurs, elle représente une héroïne en cours d'apprentissage au début de la série qui apprend de ses erreurs et en ressort grandit.
Thomas Astruc, storyboardeur de la série, dévoile en 2022 que Ladybug est inspirée des magical girl des années 1980, notamment Sailor Moon, ainsi que par les comics, la culture coréenne, américaine et européenne.

### Adrien Agreste / Chat Noir
Adrien Agreste est le camarade de classe de Marinette et modèle photo pour l'enseigne de vêtement de son père. Il cherche, par cet intermédiaire, à se rapprocher de son père, mais ce dernier ne lui accorde pas plus d'importance. Il possède la faculté de se transformer en un super-héros, Chat Noir. Quand il est Chat Noir, sa personnalité change complètement : il passe du garçon gentil et serviable à un blagueur sans limites, se servant toujours de jeux de mots pendant les combats, et essayant de séduire maintes fois Ladybug (dont il est très amoureux, sans savoir qu'il s'agit de Marinette). Cataclysm, son pouvoir, lui permet de détruire ce qu'il touche avec ses pattes. Son pouvoir lui est transmis par Plagg, son Kwami. Adrien est un enfant sociable et loyal qui veut toujours défendre ce qui est juste.

### Gabriel Agreste / Le Papillon
Gabriel Agreste est le père d'Adrien Agreste, mais également l'homme qui se cache derrière Papillon, l'ennemi de Ladybug et Chat Noir. Il est un père absent pour son fils qui se soucie peu du bonheur de ce dernier. Il est obsédé par des tentatives visant à redonner vie à sa femme plongée dans le coma et garde toutefois son fils à l'écart de ses actions maléfiques sans pour autant savoir qu'il se cache derrière Chat Noir. Obsédé par l'état de santé de sa femme, il cherche à prendre possession des Miraculous du Chat Noir et de la Coccinelle car leur pouvoir combiné peut lui octroyer un souhait, mais aurait pour conséquence d'altérer le monde en une succession d'événements catastrophiques.
Le Papillon est l'ennemi de Ladybug et Chat Noir et l'antagoniste principal de la série. Son Kwami se nomme Nooroo et est relié au Miraculous du Papillon, qui est une broche pouvant détecter la sensibilité des gens dans la capitale. Son but est de s'emparer des Miraculous de la Coccinelle et du Chat Noir, puis les fusionner pour obtenir le pouvoir absolu et réaliser son vœu : ramener sa femme, Émilie Agreste, à la vie. Pour cela, il crée des akumas, des papillons noirs maléfiques qui transforment les citoyens de la capitale en super-vilains en faisant appel à leurs émotions négatives, telles que la haine, l'angoisse, la tristesse ou encore la colère.
À la fin de la saison 5, après un énième affrontement et alors qu'il semble avoir été vaincu sous l'identité de Monarque, il saisit les Miraculous de coccinelle et du Chat Noir afin d'émettre un ultime souhait avant sa mort : étreindre une dernière fois sa femme Émilie. Il demande également à ce que Marinette ne révèle jamais la vérité à Adrien. Au terme de cette réalité, le monde prend une nouvelle voie dans laquelle Gabriel est considéré comme le héros ayant vaincu Monarque. Seul le Miraculous du Papillon n'est pas restauré au terme de cette saison.

### Lila Rossi / Cerise Bianca
C'est durant la saison 3 que l'on découvre mieux le caractère de Lila. Dès le premier épisode, elle se fait akumatiser (de son plein gré) en Caméléon, ayant constaté que ses mensonges n'ont plus les mêmes effets qu'elle souhaitait (du moins avec Adrien, qui a déjà vu clair dans son jeu). Son pouvoir est de prendre l'apparence de la personne qu'elle embrasse. La personne s'endort instantanément après le baiser. Lila est une menteuse sournoise et une manipulatrice très douée. Elle use souvent de ses talents pour obtenir l'attention et l'admiration des gens en se payant la tête de tout le monde. Cependant, Marinette et Adrien sont les seuls à avoir compris qui est vraiment Lila avec ses histoires inventées. Marinette essaie désespérément de faire tomber le masque de Lila et de dévoiler sa personnalité à tous, et Lila l'a bien remarqué. C'est pourquoi elle la menace de faire de sa vie un enfer, si elle ne se range pas de son côté. Lila se montre régulièrement jalouse et préfère manipuler ses proches et leur mentir afin de les impressionner.
Durant la saison 5, le Collège François Dupont découvre que Lila Rossi est une fausse identité et exclue l'élève de l'établissement. À la fin de la saison 5, elle réapparait sous les traits du Papillon. Elle incarne effectivement le nouvel antagoniste principal dès la saison 6 sous les traits de Cerise Bianca,.

## Personnages secondaires

### Maître Wang Fu
Wang Fu donne à Marinette et Adrien leurs Miraculous. Malgré son grand âge (186 ans), il travaille encore comme acupuncteur. Il fait une apparition dans l'épisode Princesse Fragrance de la saison 1, où il se fait passer pour un guérisseur de kwamis. Mais c'est à partir du double épisode Origines que l'on apprend l'importance qu'il a dans la série. Il est en réalité le Grand Gardien, celui chargé de veiller sur la Miracle Box. Il porte en permanence le Miraculous de la Tortue à son poignet. Après la saison 3, il doit abandonner son titre de Grand Gardien qui revient à Marinette, dévoilant l'existence de nombreux autres Kwamis chargés de pouvoirs.

### Famille Cheng: Sabine Cheng, Tom Dupain, Rolland Dupain et Wang Cheng
Sabine Cheng et Tom Dupain sont les parents de Marinette et la soutiennent dans ses projets. Ils sont caractérisés par leur attachement aux moments en famille. Tom est un père protecteur tandis que Sabine représente une figure sage et réconfortante. En cas de difficulté, les parents de Marinette la défendent sans douter de sa parole et ce même lorsqu'ils sont corrompus par le pouvoir du akuma.
Wang Cheng est un grand cuisinier dans son pays. Il est aussi l'oncle de Marinette. Lorsqu'il se transforme en super-vilain, manipulé par Papillon, il revêt une tenue orange directement inspirée de la tenue de Son Goku.
Rolland Dupain est le père de Tom Dupain et grand-père de Marinette. Il est borné et obsédé par le respect des traditions. Lorsque son fils décide de changer la farine utilisée dans la recette traditionnelle de leur pain, il décide de couper les ponts. Vingt ans plus tard, Marinette parvient à le convaincre de renouer des liens familiaux.

### Famille Agreste et Graham de Vanily: Émilie, Félix, Amélie et Nathalie Sancoeur
Émilie est la mère d'Adrien Agreste et se retrouve plongée dans le coma depuis la première saison. Gabriel endosse le rôle de Papillon sous prétexte de vouloir la sauver. Cependant, à la fin de la saison 5, elle meurt lors d'un combat contre le détenteur du miraculous du Paon.
Félix est le cousin d'Adrien et se détache de celui-ci par sa personnalité malveillante, mais ingénieuse. Il se montre jaloux d'Adrien et n'hésite pas à voler des affaires qui lui appartiennent. Il découvre l'identité secrète de Gabriel, son oncle, et passe un marché avec lui durant la saison 4.La saison 5 confirme qu'il est bel et bien un senti-monstre,un humain créé par le miraculous du paon, tout comme Adrien.
Amélie est la mère de Félix et la sœur jumelle d'Émilie. Elle apparait avec son fils durant la saison trois avec l'objectif de retrouver une bague appartenant dans la famille. C'est une mère très protectrice.
Nathalie Sancoeur connaît l'identité secrète de Gabriel. Durant la saison 2, dans l'épisode 25, elle se fait akumatiser en Catalyste, obtenant le pouvoir de décupler les capacités du Papillon, le transformant ainsi en Papillon Écarlate. Dans l'épisode suivant, alors que le Papillon est sur le point de perdre, elle utilise le Miraculous du Paon pour le sauver. Son pouvoir en tant que Mayura lui permet de créer un allié aux akumatisés. Dans l'épisode Ladybug de la saison 3, elle se refait akumatiser en Catalyste.

### Famille Césaire: Alya, Nora, Marlena, Otis, Etta et Ella
Alya Césaire est la meilleure amie de Marinette. Elle souhaite devenir journaliste et n'hésite pas à se rendre sur le terrain pour mener des enquêtes. Elle devient Ladywifi lorsqu'elle est akumatisée. Elle apparait dès le premier épisode et est caractérisée par son intelligence et ses capacités autodidactes. Elle administre le blog de l'établissement scolaire ainsi que son propre blog consacré à l'actualité de Ladybug, le Ladyblog. Elle découvre dans le courant de la série l'identité secrète de son amie sans jamais le révéler. Elle aide occasionnellement Ladybug sous l'identité de Rena Rouge à l'aide du Miraculous du Renard. Amie de longue date de Marinette, elle sait lui prodiguer de très bons conseils et fait preuve de maturité.
Nora est la grande sœur protectrice d'Alya. Elle se fait akumatiser en Anansi, une araignée géante. Les petites sœurs, Etta et Ella, font également leur apparition dans la série et se font akumatiser en Sapotis durant la saison 2.
Marlena est la mère de la famille et chef d'un restaurant. Otis est leur père et travaille à la Ménagerie du Jardin des plantes.

### Famille Bourgeois: André, Audrey, Chloé et Zoé
Chloé est une jeune collégienne qui joue le rôle de la peste prétentieuse, mauvaise et sans valeurs morales ; en faisant des remarques désagréables au sujet de n'importe qui. Elle n'arrête pas de se moquer de Marinette.Sa phrase fétiche est ''Ridicule totalement ridicule'' . Lorsqu'elle a des choix à prendre, elle privilégie généralement le choix qui lui est le plus bénéfique, quitte à nuire aux autres. Elle n'hésite par exemple pas à voler les modèles stylistes que propose Marinette lors d'un concours afin d'obtenir tous les mérites.
Dans la saison 3,elle obtient par erreur le miraculous de l'abeille, donnant à son porteur le pouvoir d'immobiliser quelqu'un, qu'elle utilisera pour créer des catastrophes afin de les régler et attirer l'attention (particulièrement celle de sa mère, revenu de New York ). 
André Bourgeois est le maire de Paris, le père de Chloé. En tant que parents, André et Audrey sont particulièrement négligents et critiques à l'égard de leurs filles Chloé et Zoé, au point d'oublier leur nom respectifs. Chloé imite l'attitude toxique de sa mère tandis que Zoé parvient à quitter le noyau familial. André Bourgeois aimerait cependant être un bon parent, mais il gâte simplement sa fille Chloé.
Zoé, quant à elle, s'émancipe du noyau familial au point de recevoir le Miraculous de l'abeille, précédemment possédé par Chloé. Elle aide régulièrement Ladybug.

### Famille Tsurugi: Tomoe et Kagami
Kagami Tsurugi est une jeune fille réservée qui sait ce qu'elle vaut. Elle représente l'entreprise Tsurugi dirigée par sa mère et est championne reconnue d'escrime. Cependant, tout ce que Kagami effectue ne semble jamais répondre aux attentes de sa mère. Elle se montre en fille fidèle et accepte, selon les souhaits de sa mère, de ne pas avoir d'amis. Cependant, lorsqu'elle rencontre Marinette, cela change et elle décide de poursuivre ses propres passions, quitte à déplaire à sa mère. À la toute fin de la saison 3, elle semble s'être encore plus rapprochée d'Adrien. Ladybug donne à Kagami le Miraculous du Dragon afin qu'elle l'aide à combattre un super-vilain.
Tomoe Tsurugi, la mère de Kagami, est très exigente. Elle et Nathalie Sanscoeur sont les deux seules personnes à connaitre la véritable identité secrète de Gabriel Agreste.

### Wu-Shifu et Fei
Wu Shifu est le gardien de la grotte sacrée et du Prodigious, bijou magique plus ancien et plus puissant que les Miraculous. Il tente toute sa vie de trouver un successeur, mais ses élèves l'abandonnent face à l'importance de la tâche. Un jour, il trouve un bébé abandonné qu'il nomme Fei et adopte. Il éduque sa fille dans la sagesse de ses enseignements jusqu'à sa mort.

### Jagged Stone, Luka et Juleka Couffaine
Jagged Stone est un musicien célèbre et populaire. Dans le début de la série, son personnage se concentre sur la musique, mais après que Luka et Juleka Couffaine découvrent qu’il est leur père, il tente de reconstruire la relation avec eux.
Luka et Juleka sont jumeaux.
Luka incarne l’honnêteté envers les autres et envers ses propres sentiments. Bien qu'il développe des sentiments pour Marinette, il a conscience qu'elle en éprouve quant à elle pour Adrien et ne tente pas de l'en dissuader. Il se contente de lui faire comprendre qu'elle est appréciée sans imposer ses sentiments dans leur relation.
Il reçoit par la suite le Miraculous du serpent et prend le nom de Viperion.
Juleka évite la confrontation, même lorsqu'il s'agit de dire la vérité à son frère. Elle parvient toutefois à dépasser ses peurs et à trouver le courage de se battre lorsque Ladybug lui donne le Miraculous du tigre. Elle parvient alors à s'affirmer et s'assurer que ses parents la valorisent désormais à la même hauteur que son frère Luka.

### Entourage scolaire

#### Mr. Damoclès
Mr. Damoclès est le proviseur du Collège Françoise Dupont. Il ne montre pas vraiment de courage dans ses fonctions et se contente de suivre les ordres du maire. Cependant, il dévoile une forme d'héroïsme sous son alter ego Mr. hibou sont il porte le costume afin d'aider Ladybug. Il ne porte aucun Miraculous et s'évertue à combattre les super-vilains de sa propre initiative.

#### Caline Bustier
Caline Bustier est professeur au Collège Françoise Dupont. Elle est en couple avec Gisèle, ce qui en fait le second couple ouvertement homosexuel de la série. Malheureusement,elle est injustement renvoyer de son poste de professeur mais continue à veiller sur ses élèves.À la fin de la saison 5,elle est devenue maire de Paris (à la place d'André Bourgeois qui a démissionné). Entre la fin de la saison 5 et le début de la saison 6, elle met au monde un bébé.

#### Nino Lahiffe
Nino est considéré comme l'un des personnages les plus amicaux de la série, prenant soin de ses amis comme Adrien. Il est également le petit ami d'Alya Césaire. Il a un petit frère, Noël. Ladybug lui confie régulièrement le Miraculous de la tortue avec lequel il devient Carapace. Il a depuis révélé à Adrien son identité secrète, sans savoir que ce dernier est Chat Noir.

#### Max Kanté
Max Kanté est un camarade de Marinette particulièrement intelligent, doué pour les puzzle et pour les problèmes mathématiques. Il a conçu un robot, Markov, qui est capable de pensée. Ladybug lui prête parfois le Miraculous du cheval.

#### Sabrina Raincomprix
Sabrina sait se montrer gentille lorsqu'elle ne se trouve pas sous l'influence de personnes néfastes, en particulier Chloé. Elle accepte de faire tout ce que celle-ci lui dit de faire, qu'importe la gravité. Elle n'hésite pas à l'aider à tricher et à intimider les autres enfants quand Chloé le désire.

#### Mylène Haprèle
Mylène Haprèle est une jeune fille très timide qui a des difficultés face à la foule. Cependant, elle n'hésite pas à défendre coûte que coûte les sujets auxquels elle croit. Elle n'hésite pas à se confronter aux adultes lorsqu'ils commettent des injustices. Ladybug prête à Mylène Haprèle le Miraculous de la souris.

#### Alix Kubdel
Durant la saison 3, Alix reçoit le Miraculous du lapin de la part d'un personnage venu du futur nommé Bunnyx. Ce personnage n'est autre qu'une version future alternative qui fait équipe avec Ladybug et Chat Noir.

#### Rose Lavillant
Elle obtient le Miraculous du cochon de la part de Ladybug afin de l'aider à combattre un super-vilain.

#### Lê Chiên Kim
Lê Chiên Kim est le détenteur du Miraculous du Singe. Afin de vaincre un super-vilain qui est parvenu à capturer Ladybug et son équipe, il reçoit le Miraculous des mains de Maître Fu.

## Créatures et transformations

### Kwamis et Miraculous
Les Kwamis sont des êtres vivants, asexués et primordiaux, datant de l'apparition de l'Univers lui-même. Ils ont des pouvoirs divers et variés, dont la puissance peut être démesurée. Ils sont aussi et surtout reliés à des bijoux magiques, les Miraculous, créés il y a des millénaires, qui leur permettent d'accorder leurs pouvoirs à des humains et les transformer en super-héros. D'abord réduits au nombre de deux, en fin de saison 3, Maitre Fu dévoile qu'il possède une Miracle box dans laquelle se trouvent plusieurs autres Kwamis.
Le nom kwami vient de kami 神, un esprit vénéré dans la religion shintoïste.
| Nom                                      | Pouvoir (type)                    | Pouvoir (Nom                      | Bijou                             | Animal                            | Armes                             |
| Kwamis de la Miracle Box Chinoise        | Kwamis de la Miracle Box Chinoise | Kwamis de la Miracle Box Chinoise | Kwamis de la Miracle Box Chinoise | Kwamis de la Miracle Box Chinoise | Kwamis de la Miracle Box Chinoise |
| ---------------------------------------- | --------------------------------- | --------------------------------- | --------------------------------- | --------------------------------- | --------------------------------- |
| Tikki                                    | Création                          | Lucky Charm                       | Boucles d'oreilles                | Coccinelle                        | Yo-yo                             |
| Plagg                                    | Destruction                       | Cataclysme                        | Bague                             | Chat Noir                         | Bâton                             |
| Nooroo                                   | Transmission                      | Akumatisation                     | Broche                            | Papillon                          | Cane                              |
| Wayzz                                    | Protection                        | Protection                        | Bracelet                          | Tortue                            | Bouclier                          |
| Trixx                                    | Illusion                          | Mirage                            | Amulette                          | Renard                            | Flûte                             |
| Pollen                                   | Domination                        | Venin                             | Peigne                            | Abeille                           | Toupie                            |
| Duusu                                    | Émotion                           | Amokisation                       | Broche                            | Paon                              | Éventail                          |
| Mullo                                    | Multiplication                    | Multitude                         | Collier                           | Souris                            | Corde à sauter                    |
| Stompp                                   | Détermination                     | Résistance                        | Anneau de nez                     | Buffle                            | Marteau                           |
| Roaar                                    | Exaltation                        | Fouge                             | Bracelet Panja                    | Tigre                             | Bolas                             |
| Fluff                                    | Évolution                         | Terrier                           | Montre à gousset                  | Lapin                             | Parapluie                         |
| Longg                                    | Perfection                        | Dragon de…                        | Pendentif                         | Dragon                            | Épée                              |
| Sass                                     | Intuition                         | Seconde chance                    | Bracelet Ourobouros               | Serpent                           | Lyre                              |
| Kaalki                                   | Migration                         | Voyage                            | Lunettes de Soleil                | Cheval                            | Fer à cheval                      |
| Ziggy                                    | Passion                           | Genèse                            | Pinces à cheveux                  | Chèvre                            | Pinceau                           |
| Xuppu                                    | Dérision                          | Pagaille                          | Diadème                           | Singe                             | Ruyi jingu bang                   |
| Orikko                                   | Prétention                        | Sublimation                       | Bague de pouce                    | Coq                               | Plume à écrire                    |
| Barkk                                    | Adoration                         | Rapporte                          | Ras-du-cou                        | Chien                             | Balle                             |
| Daizzi                                   | Jubilation                        | Cadeau                            | Bracelet de cheville              | Cochon                            | Tambourine                        |
| Kwamis de la Miracle Box Nord-Américaine |                                   |                                   |                                   |                                   |                                   |
| Liiri                                    | Libération                        | Libération                        | Collier-Griffe                    | Aigle                             | Rhombe                            |

### Akumatisés
Les personnages akumatisés sont des personnages de la série corrompus par le pouvoir de Papillon appelé akumatisation. Ils développent des pouvoirs en rapports avec les émotions négatives des personnages. De nombreux personnages akumatisés n'apparaissent qu'une fois dans la série, à l'occasion de leur épisode. Parmi les plus notables : 
- Vincent Asa : fan de la rockstar Jagged Stone, il est rejeté lorsqu'il lui demande une photo et est akumatisé en Numeric, développant le pouvoir de capturer des parisiens dans sa carte mémoire[33].
- Xavier Ramier : derrière son alias akumatisé M. pigeon, ce personnage amoureux des pigeons revient régulièrement à l'écran et est inspiré par Giuseppe Belvedere, sans domicile fixe parisien surnommé « L'homme aux pigeons »[6],[34].
- Jacques Grimault : humilié lors d'un concours de talent, il est akumatisé en Jackady et développe des pouvoirs d'hypnose[35].
- Markov : robot doté d'émotion et ami de Max, ils sont séparés au collège par le proviseur qui le considère comme un jouet. Il est akumatisé en Robostus[36],[37].
- André : vendeur de glace, il est déçu lorsque Marinette refuse de manger sa glace. Il est akumatisé en Glaciator et transforme les gens en glace[38].
- Ondine : après avoir avoué ses sentiment à son amie Kim, celle-ci l'abandone. Elle est akumatisée et devient Syren, capable de respirer sous l'eau. Elle inonde Paris avec ses larmes[39].
- Clara Rossignol : Clara est une chanteuse américaine qui vient à Paris pour son clip. Elle fait référence à Laura Marano, une chanteuse et actrice américaine qui chante le générique en anglais[14]. Elle se fait akumatiser dans l'épisode 10 de la saison 2 en Rossignoble[2].

### Sentimonstres
Créatures dont la création est semblables au pouvoir d'akumatisation du Papillon, les sentimonstres sont créés par le miraculous du Paon. Ces créatures répondent aux ordres du porteur du miraculous grâce à une plume, à l'image des papillons noirs (akuma). La série dévoile qu'il est possible de créer des sentimonstres tellement semblables aux humains qu'on les confonde. On apprend notamment, durant la saison 3, que Félix est un sentimonstre. Il est probable que ce type de création humaine s'accompagne de conséquences puisque dans le cas de Félix, sa mère qui portait le miraculous est emportée par une méningite après avoir créé son fils.

## Personnages inspirés de personnalités réelles
La série fait appel à quelques personnalités en tant que guest dans la série.
- Josiane Balasko : personnage inspiré par l'actrice du même nom et doublé par elle[40].
- Philippe : entraîneur de patinage artistique qui apparait dans la saison 2, il est basé sur Philippe Candeloro qui double son propre personnage[41],[42].
- Harry le clown : personnage inspiré par Franck Dubosc qui lui donne sa voix[43].
- Gagotor : personnage inspiré par Dany Boon[2].
- Rossignoble : personnage inspiré de Laura Marano[2].
- Thomas Astruc : personnage inspiré du réalisateur de la série lui-même[44].